# Declino
Declino est un groupe italien de punk hardcore, originaire du Piémont, actif entre 1982 et 1985. 

## Histoire
Declin est formé en 1982 à Turin. Le premier groupe est composé de Lia au chant, remplacée plus tard par Sandro « Sandr'opp » Bramardi, ancien membre de Wargasm, de Max Occhiena à la guitare (ancien membre de Wargasm), de Silvio « Tato » Bernelli à la guitare basse et de Kabullo à la batterie, lui aussi bientôt remplacé par l'ancien membre de 5th Arm Orlando Furioso. En 1983, ils font leurs débuts avec un EP 7" homonyme, contenant 6 titres et publié par le label Contro Produzioni Records. La tournée qui suit le disque n'empêche pas Orlando Furioso de rejoindre le groupe Negazione, alors naissant.
Roberto « Tax » Farano, également membre de Negazione et ancien guitariste de 5° Braccio, à la batterie et de Marzio « Mungo V.R. » à la guitare. Bertotti à la guitare. Avec ce line-up, ils produisent avec Negazione le split Mucchio selvaggio sur cassette, édité avec la collaboration de Ossa Rotte Tapes et Disforia Tapes. La cassette, qui sera pressée sur LP deux ans plus tard par Children of the Revolution Records, marque également une collaboration fructueuse en live qui verra les deux groupes se produire sur des scènes au Danemark, aux Pays-Bas et en Allemagne.
La même année, Declino est invité par R Radical Records à participer à la double compilation International P.E.A.C.E. Benefit Compilation, qui comprendra, entre autres, des groupes tels que Crass, D.O.A., Dirty Rotten Imbeciles, Septic Death, Conflict, Reagan Youth, White Lies, Subhumans, Dead Kennedys, Butthole Surfers, mais aussi d'autres groupes de la scène italienne comme Negazione, Peggio Punx, Cheetah Chrome Motherfuckers, Contrazione, Impact, RAF Punk et Wretched. La compilation est publiée en collaboration avec le fanzine San Francisco à distribution internationale Maximumrocknroll, qui avait une rubrique mensuelle sur la scène punk hardcore italienne.
Le groupe se sépare début 1985 après une seconde tournée européenne avec Negazione, en raison de désaccords internes.
L'album Eresia est publié à titre posthume en 1985. Le bassiste Silvio « Tato » Bernelli rejoint les Indigesti. Bernelli lui-même publie en 2003 le roman autobiographique italien : I ragazzi del Mucchio, dans lequel il raconte son expérience de musicien de punk hardcore avec Declino et Indigesti et évoque les années de sa jeunesse, en essayant d'expliquer au lecteur ce que c'était que de jouer dans un groupe totalement indépendant, détaché des lois du marché du disque. En 2003, SOA Records et Agipunk publient une collection de titres de Declino intitulé 1982-85: come una promessa chez SOA Records.

## Discographie

### Albums studio
- 1983 : Controproduzioni (EP) (Contro Produzioni Records)
- 1984 : Eresia (Belfagor Records)
- 2004 : 1982-85: come una promessa (CD, Soa Records ; LP, Agipunk)

### Splits
- 1984 : Mucchio selvaggio (avec Negazione)

### Compilations
- 1983 : Torino 198x (cassette, Disforia Tapes)
- 1984 : International P.E.A.C.E. Benefit Compilation (2xLP, R Radical Records)
- 1994 : Prima Della Seconda Repubblica (cassette, Provincia Attiva)
- 1995 : Rovina Hardcore - Live 1981-1985 (cassette, Provincia Attiva)
- 1996 : No One Can Decide for You (The Furious Years of Italian Hardcore-Punk In 7 Inches) (CD, Antichrist Dionysus)
- 1997 : All'Ombra Della Mole - Torino 1982 / 85 (cassette)
- 2005 : Punk in Italia (CD)

### Documentaire
- Italian Punk Hardcore: 1980-1989 d'Angelo Bitonto, Giorgio S. Senesi, et Roberto Sivilia (2015)